# 大基里伊夫卡
48°22′38″N 29°37′29″E / 48.37722°N 29.62472°E
大基里伊夫卡（烏克蘭語：Велика Киріївка）是烏克蘭的村落，位於該國西南部文尼察州，由海辛區負責管轄，始建於1651年，面積36.2平方公里，海拔高度160米，2001年人口1,993，人口密度每平方公里55.12人。